# ملس، ادلب
ملس (به عربی: ملس) یک روستا در سوریه است که در ناحیه ارمناز واقع شده‌است. ملس ۲٬۹۳۸ نفر جمعیت دارد.